# Pieter van Musschenbroek
Pieter van Musschenbroek (Leiden, Países Baixos, 14 de março de 1692 — 19 de setembro de 1761) foi um cientista neerlandês. Ele foi professor em Duisburg, Utrecht e Leiden, onde ocupou cargos em matemática, filosofia, medicina e astronomia. É creditado como responsável pela invenção do primeiro condensador em 1746: a Garrafa de Leiden. Musschenbroek também foi um dos primeiros cientistas (1729) a fornecer descrições detalhadas das máquinas de teste para tensão, compressão e testes de flexão.

## Universidade de Leiden

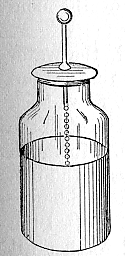
Uma ilustração do início do século 20 de uma Garrafa de Leiden.

Em 1739, ele retornou a Leiden, onde sucedeu Jacobus Wittichius como professor.
Já durante seus estudos na Universidade de Leiden, Van Musschenbroek se interessou por eletrostática. Naquela época, a energia elétrica transitória podia ser gerada por máquinas de fricção, mas não havia como armazená-la. Musschenbroek e seu aluno Andreas Cunaeus descobriram que a energia poderia ser armazenada, em um trabalho que também envolveu Jean-Nicolas-Sébastien Allamand como colaborador. O aparelho era uma jarra de vidro cheia de água na qual uma haste de latão havia sido colocada; e a energia armazenada só poderia ser liberada completando um circuito externo entre a haste de latão e outro condutor, originalmente uma mão, colocada em contato com a parte externa da garrafa. Van Musschenbroek comunicou esta descoberta a René Réaumur em janeiro de 1746, e foi o abade Nollet, o tradutor da carta de Musschenbroek do latim, quem chamou a invenção de 'Garrafa de Leiden'.
Logo depois, descobriu-se que um cientista alemão, Ewald Georg von Kleist, havia construído independentemente um dispositivo semelhante no final de 1745, pouco antes de Musschenbroek.
Ele fez uma contribuição significativa para o campo da tribologia.

## Publicações
- Elementa Physica (1726)

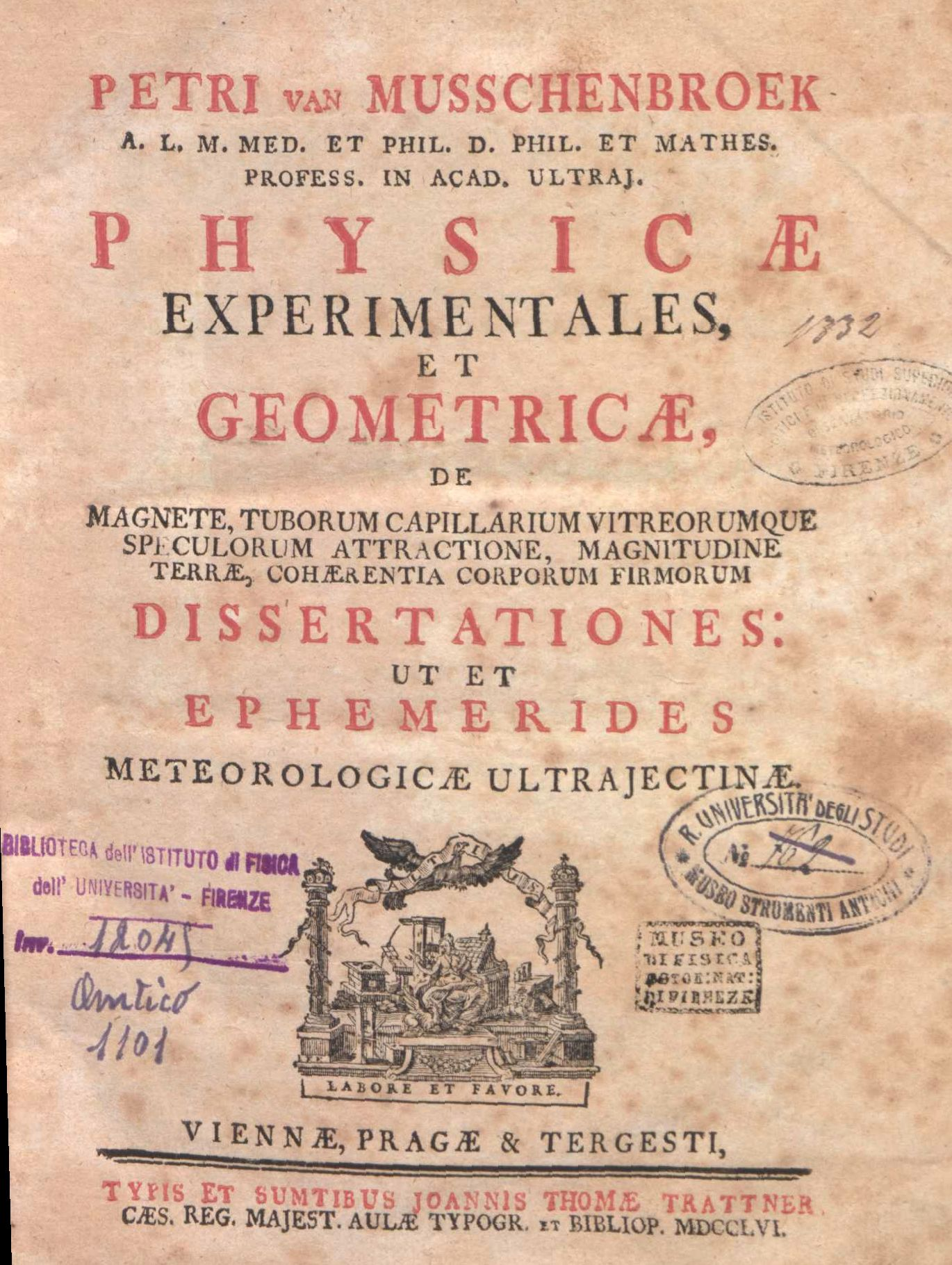
Physicae experimentales et geometricae dissertationes, 1755

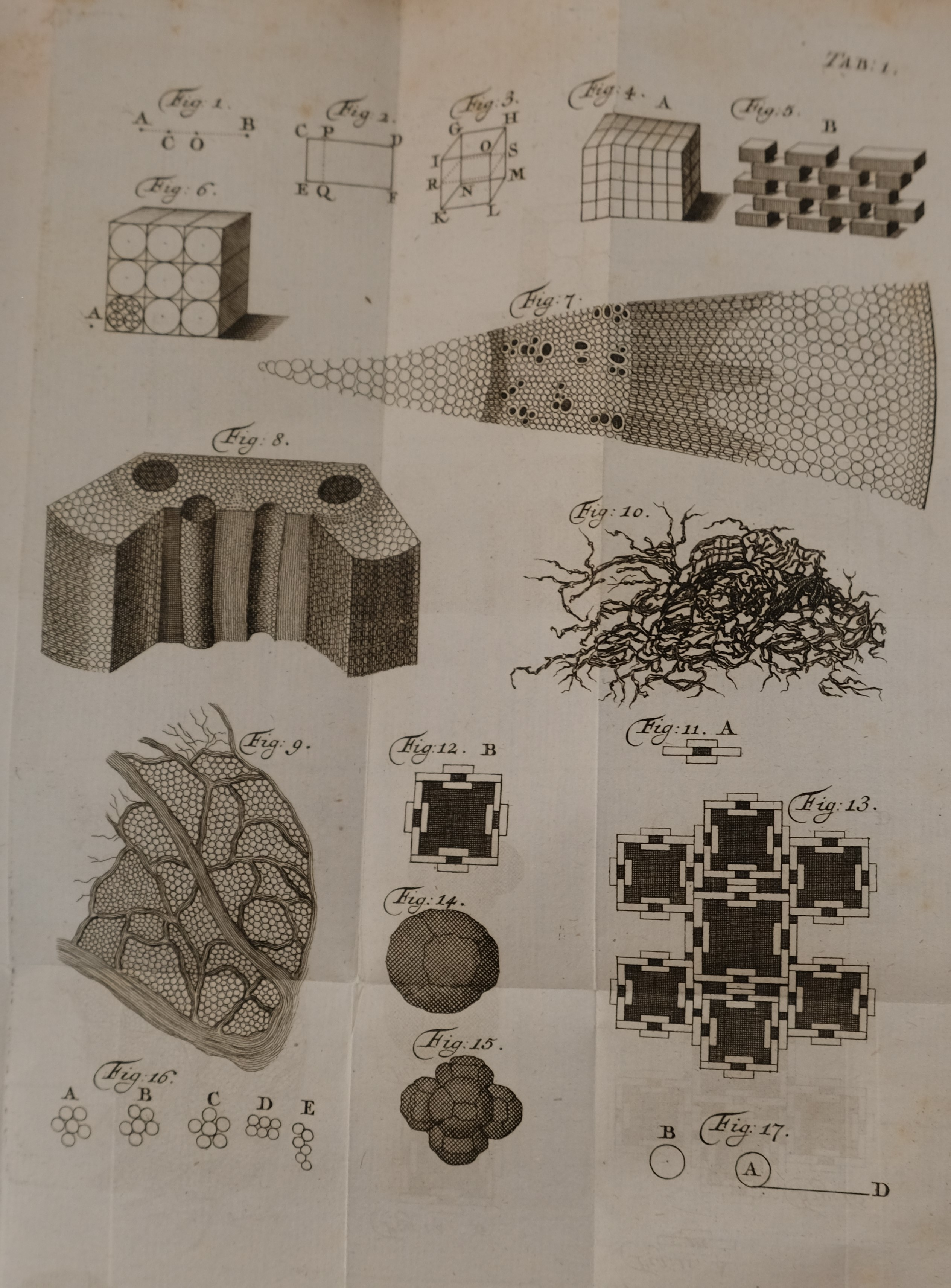
Figuras em Institutiones physicae conscriptae in usus academicos (1748)

- Dissertationes physicae experimentalis et geometricae de magnete (1729)
- Tentamina experimentorum naturalium in Accademia del Cimento (1731)
- Institutiones physicae (1734)
- Beginsels der Natuurkunde, Beschreeven ten dienste der Landgenooten, door Petrus van Musschenbroek, Waar by gevoegd is eene beschryving Der nieuwe en onlangs uitgevonden Luchtpompen, met haar gebruik tot veel proefnemingen (1736 / 1739)[7]
- Aeris praestantia in humoribus corporis humani (1739)
- De fluido (em latim). Leiden: Gerrit Potvliet. 1743
- Oratio de sapientia divina[8] (1744)
- Institutiones physicae conscriptae in usus academicos (em Latin). Lugduni Batavorum : Apud S. Luchtmans et filium, 1748.[9]
- Dissertatio physica experimentalis de magnete (em latim). Wien: Johann Thomas von Trattner (1.). 1754
- Physicae experimentales et geometricae dissertationes (em latim). Wien: Johann Thomas von Trattner (1.). 1755
- Elementa physicae conscripta in usus academicos (em latim). Venezia: Giovanni Battista Remondini. 1761
- Institutiones logicae (1764)
- Elementa physicae conscripta in usus academicos (em latim). Nápoles: Giovanni Francesco Paci. 1771
- Elementa physicae conscripta in usus academicos (em latim). Bassano: Remondini. 1781
- Introductio ad philosophiam naturalem (em latim). 1. Padova: Tipografia del Seminario. 1824
- Introductio ad philosophiam naturalem (em latim). 2. Padova: Tipografia del Seminario. 1824